# شليبن
اشليبن (بالألمانية: Schlieben) هي بلدة ألمانية تقع في ألمانيا في براندنبورغ. يقدر عدد سكانها بـ 2,807 نسمة .

## المدن التوأمة
مدن يوسدال، بورغنترايش و Ljusdal Municipality هي مدن توأمة لـاشليبن.